# Tjärnässjön
Tjärnässjön är en sjö i Vilhelmina kommun i Lappland och ingår i Ångermanälvens huvudavrinningsområde. Sjön har en area på 0,448 kvadratkilometer och ligger 343,2 meter över havet. Sjön avvattnas av vattendraget Mesjöbäcken.

## Delavrinningsområde
Tjärnässjön ingår i det delavrinningsområde (714778-154372) som SMHI kallar för Utloppet av Tjärnässjön. Medelhöjden är 351 meter över havet och ytan är 6,58 kvadratkilometer. Räknas de 2 avrinningsområdena uppströms in blir den ackumulerade arean 86,43 kvadratkilometer. Mesjöbäcken som avvattnar avrinningsområdet har biflödesordning 2, vilket innebär att vattnet flödar genom totalt 2 vattendrag innan det når havet efter 245 kilometer. Avrinningsområdet består mestadels av skog (59 procent) och sankmarker (12 procent). Avrinningsområdet har 1,41 kvadratkilometer vattenytor vilket ger det en sjöprocent på 21,5 procent.